# Penalva (stacja kolejowa)
Penalva (port: Estação Ferroviária de Penalva) – stacja kolejowa w Quinta do Anjo (gmina Palmela), w dystrykcie Setúbal, w Portugalii. Znajduje się na Linha do Sul. Jest obsługiwana przez pociągi prywatnego przewoźnika Fertagus.

## Historia
Stacja ta została otwarta 6 października 2004 r.

## Linie kolejowe
- Linha do Sul